# Singel 262
Singel 262 was een serie van ieder jaar verschijnende jaarboekjes met voorpublicaties van uitgeverij Querido in Amsterdam. Deze boekjes, die voornamelijk over de door Querido uitgegeven boeken gaan, verschenen van 1951 tot en met 1990. Singel 262 is het adres van de uitgeverij.
- 1951 - Singel 262, Tweeëntwintig biografieën
- 1952 - Singel 262. Zeventien dichters
- 1953 - Singel 262. Een huis vol boeken verbeeld door Floris Kapteyn
- 1954 - Singel 262. Vierentwintig biografieën
- 1955 - Singel 262. Eenentwintig jeugdindrukken
- 1956 - Singel 262. Achttien schrijvers kiezen een boek
- 1957 - Singel 262. Zeventien auteursgeheimen
- 1958 - Singel 262. Tweeërlei schriftuur (gedichten van 24 auteurs)
- 1959 - Singel 262. Gedichten lezen, gedichten horen (met LP)
- 1960 - Singel 262. Guus Sötemann. (Vijfenveertig seizoenen)
- 1961 - Je leest het z-, samenstelling Hella S. Haasse en J. Bernlef
- 1962 - Gastenboek van Singel 262 (Fragmenten van 31 auteurs)
- 1963 - Gastenboek van Singel 262 (42 Nederlandse auteurs)
- 1964 - Gastenboek van Singel 262 (40 Nederlandse auteurs)
- 1965 - Van zes een jaar (zes auteurs, zes tekenaars)
- 1966 - Wie is die...? auteurs van Singel 262
- 1967 - Dichters bij elkaar (gedichten en beschouwingen over poëzie)
- 1968 - Jong gedaan (kinderwerk en beginnerswerk van 28 auteurs)
- 1969 - Herinneringen van Victor E. van Vriesland
- 1970 - Kijk, Willem Elsschot, de schrijver in beeld
- 1971 - Wie schrijft daar...? (zesenzestig auteurs)
- 1972 - Dat was nog eens lezen! (over boeken uit de kinderjaren)
- 1973 - Kijk, Simon Carmiggelt, de schrijver in beeld
- 1974 - Kijk, Louis Paul Boon, de schrijver in beeld
- 1975 - Goedemorgen, welterusten, gedichten voor kinderen e.a.
- 1976 - Schrijven is blijven (proza en poëzie van 51 auteurs)
- 1977 - Lezersmemorie (84 auteurs met hun boeken)
- 1978 - Bij jou in de buurt (verhalen voor kinderen e.a).
- 1979 - Querido in Amerika (eenenzeventig auteurs en tekenaars)
- 1980 - Kijk, A.M. de Jong, de schrijver in beeld
- 1981 - Nou hoor je het eens van een ander
- 1982 - Ik hou van jou (drieënnegentig auteurs van Querido)
- 1983 - Een visje bij de thee, door Annie M.G. Schmidt
- 1984 - Kijk, Annie M.G. Schmidt, de schrijfster in beeld
- 1985 - Dat was nog eens luisteren!
- 1986 - Keizerin van Europa (achtentwintig schrijvers en dichters)
- 1987 - Dat was nog eens lezen! (2) (29 schrijvers en dichters)
- 1988 - Ik heb het Rood van ‘t Joodse Bruidje lief (gedichten)
- 1989 - Battus (in verband met het 75-jarige bestaan van de uitgeverij Querido)
- 1990 - A.L. Sötemann. Querido van 1915 tot 1990. Een uitgeverij